# Fligny
Fligny ist eine französische Gemeinde mit 155 Einwohnern (Stand: 1. Januar 2022) im Département Ardennes in der Region Grand Est (bis 2015 Champagne-Ardenne). Sie gehört zum Arrondissement Charleville-Mézières, zum Kanton Rocroi und zum Gemeindeverband Ardennes Thiérache.

## Geographie
Die Gemeinde liegt im 2011 gegründeten Regionalen Naturpark Ardennen am Fluss Petit Gland, der hier noch Ruisseau de Bosneau genannt wird und an der Grenze zum Département Aisne. Umgeben wird Fligny von den Nachbargemeinden Signy-le-Petit im Norden, Tarzy im Osten, Auge im Süden sowie Any-Martin-Rieux im Westen.

## Bevölkerungsentwicklung
| Jahr                       | 1962 | 1968 | 1975 | 1982 | 1990 | 1999 | 2006 | 2019 |
| -------------------------- | ---- | ---- | ---- | ---- | ---- | ---- | ---- | ---- |
| Einwohner                  | 178  | 189  | 173  | 189  | 173  | 176  | 177  | 188  |
| Quellen: Cassini und INSEE |      |      |      |      |      |      |      |      |

## Sehenswürdigkeiten
- Wehrkirche Saint-Étienne, errichtet im 16. Jahrhundert

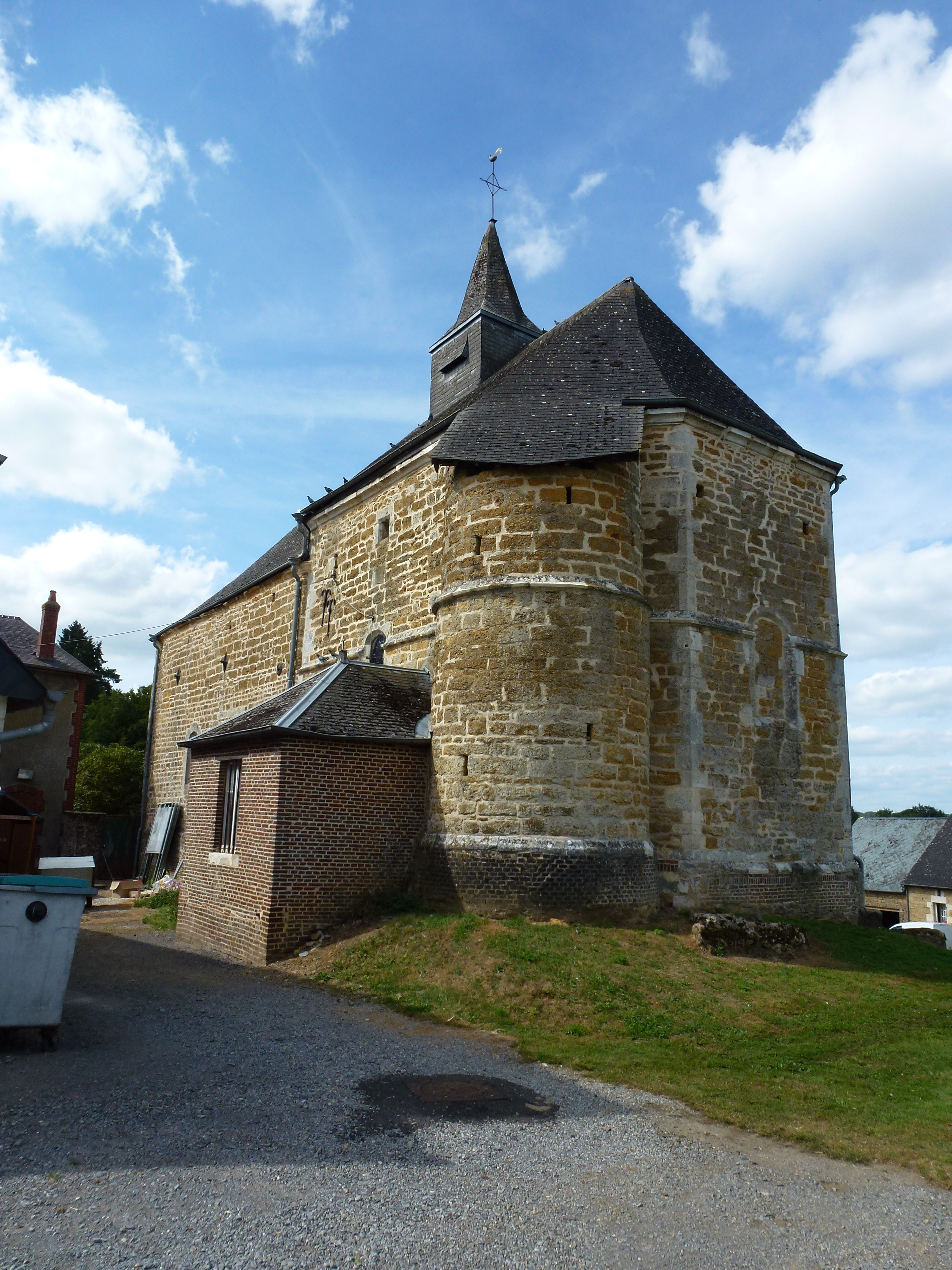
Kirche Saint-Étienne